# Gene Gaines
Pour les articles homonymes, voir Gaines.
Gene Gaines (né le 26 juin 1938 à Los Angeles et mort le 6 juillet 2023) est un joueur et entraîneur américain de football canadien. Il est membre du Temple de la renommée du football canadien depuis 1994.

## Carrière
Né à Los Angeles, Gene Gaines a joué au football avec les Bruins de l'université de Californie à Los Angeles, où il a brillé comme demi offensif. Il a été recruté par J.I. Albrecht des Alouettes de Montréal de la Ligue canadienne de football. Comme en 1961 les Alouettes avaient de bons porteurs de ballon, notamment George Dixon, Gaines a surtout joué en défensive. L'année suivante il est échangé aux Rough Riders d'Ottawa où il passe huit saisons, jouant surtout comme secondeur, demi défensif et retourneur de bottés, mais parfois aussi comme porteur de ballon. Il a participé à trois finales de la coupe Grey avec Ottawa, la remportant en 1968 et 1969. En 1970 il repasse aux Alouettes où il devient entraîneur adjoint pour les demis défensifs tout en continuant de jouer à cette position. Il remporte deux autres coupes Grey, en 1970 et 1974. Il prend sa retraite de joueur en 1976.
Gene Gaines connaît par la suite une longue carrière d'entraîneur, sans jamais toutefois devenir entraîneur-chef d'un club. Il travaille successivement pour les Alouettes, les Eskimos d'Edmonton, les Oilers de Houston de la NFL, les Blue Bombers de Winnipeg et les Lions de la Colombie-Britannique.
Il était marié depuis 1960 à Marion Backstrom (1939-2013) et ils ont trois enfants : Ellen, Gene jr. et Elaine,,. Il demeure à Harbor City, un quartier de Los Angeles (Californie).
Il meurt le 6 juillet 2023 à l'âge de 85 ans

## Trophées et honneurs
- Équipe d'étoiles de la division Est : 1963, 1965, 1966, 1967, 1971
- Équipe d'étoiles de la LCF : 1965, 1966, 1967
- Trophée Jeff-Russel (joueur le plus utile de la division Est) : 1966
- Élu au Temple de la renommée du football canadien : 1994